# フリードリッヒ・カール・シュミット

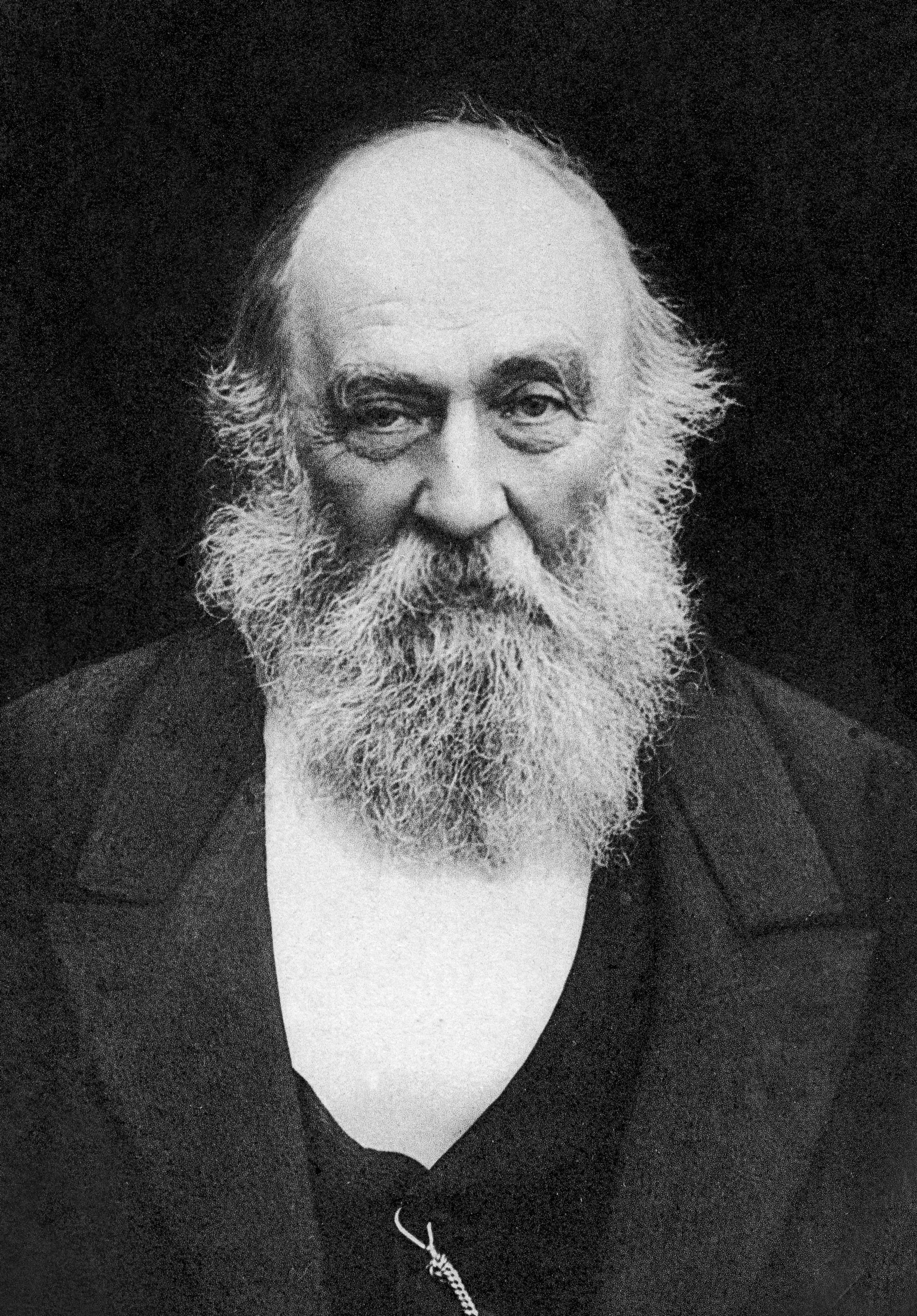
Carl Friedrich Schmidt

フリードリッヒ・カール・シュミット（Friedrich Karl Schmidt、ロシア名: Фёдор Богданович Шмидт , Fyodor Bogdanovich Schmidt、1832年1月15日 - 1908年11月9日）はバルト・ドイツ人の地質学者、植物学者である。

## 生涯
現在はエストニア（当時ロシア帝国領）のKaismaで生まれた。ドルパート大学で植物学を学んだ後、モスクワで研究を続け、タルトゥ自然史協会の援助で研究を続け、地質学の学位を得て、1858年からドルパート大学植物園の副園長補、1858年から講師となった。1859年から1863年の間、アムール川、サハリンの科学的探検に参加し、1866年から1867年にはエニセイ川に至る、ロシア科学アカデミーのシベリア探検を率い、この探検でマンモスの冷凍標本がはじめて発見された。この探検で健康を害し、ドイツで治療した。その後、エストニアで地質学、古生物学の研究を行った。サンクトペテルブルク科学アカデミーの1872年に准会員、1874年に非常勤会員、1884年に常勤会員に選ばれた。1873年からアカデミー鉱物博物館の館長を27年間勤めた。スウェーデンやドイツの学者と交流し、国際地質学会に出席し、1897年のサンクトペテルブルクの国際地質学会の開催の主催者の一人となり、エストニアの野外見学会を案内した。アメリカ合衆国の学会に参加した時にはカナダ東部のシルル紀とオルドビス紀の地層を見学した。
バルト地域東部のシルリ紀の地層と化石を調べ、スウェーデンのゴットランド島の層序学研究を行い、1878年にはエストニア、サンクトペテルブルク地域の地層図を出版した。氷河期の地質やシルリ紀の魚類の化石に関する著作もある。これらの研究はボルボルス（Alexander von Volborth）やE.アイヒヴァルト（Karl Eduard Eichwald）の集めた標本を用いて三葉虫の研究を行った。
シュミットは200以上の科学論文を執筆した。
1902年にウォラストン・メダルを受賞した。ケーニヒスベルク大学から名誉博士号を受け、ベルリン科学アカデミー、ロンドン地質学会、スウェーデン地質学会、ドイツ地質学会の会員に選ばれ、ベルリン地理学会などの会員でもあった。

## 著作
- Untersuchungen über die Silurische Formation von Estland, Nord-Livland und Oesel. Archiv für die Naturkunde Liv-, Est- und Kurlands. Erste Serie, Zweiter Band, 1858, S. 1–248
- Revision der ostbaltischen silurischen Trilobiten, Mémoires de l’Académie Impériale des Sciences de St.-Pétersbourg, 9 Teile, 1881 bis 1907, Teil 3 vom schwedischen Paläontologen Gerhard Holm
- On the Silurian (and Cambrian) strata of the Baltic Provinces of Russia, as compared with those of Scandinavia and the British Isles. Quarterly Journal of the Geological Society of London, Band 38, 1882, S. 514–536